# Hornburg
Hornburg là một thị xã ở Wolfenbüttel district, trong bang Niedersachsen của Đức. Đô thị này nằm bên sông Ilse, nhánh của sông Oker. Hornburg thuộc Samtgemeinde ("đô thị tập thể") Schladen. Đô thị này có tọa lạc trên con đường phong cảnh Đức.

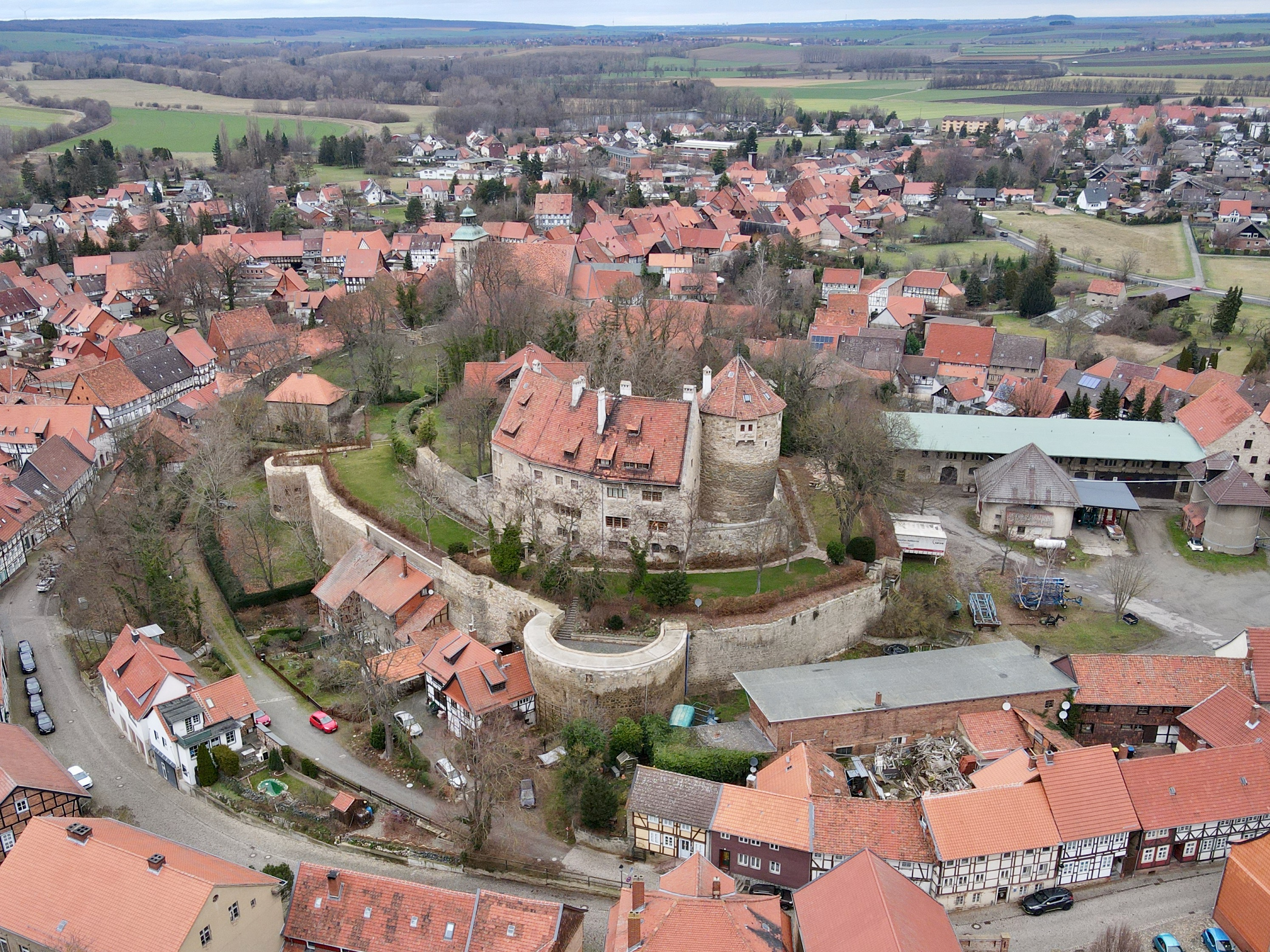
Lâu đài Hornburg

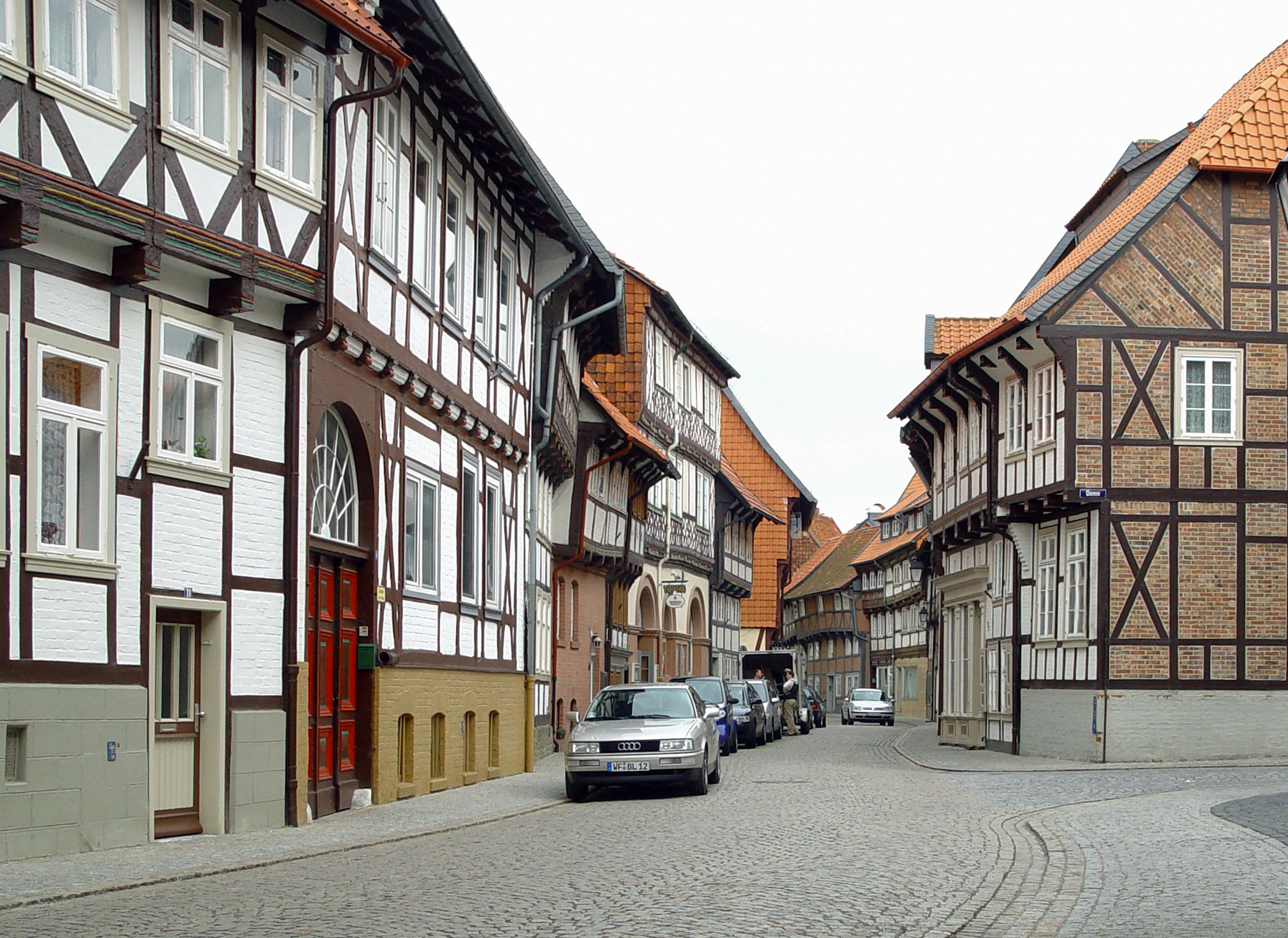
Timber framed houses

Lâu đài Hornburg đã được đề cập lần đầu vào năm 994, năm 1005, đây là nơi sinh của Giáo hoàng Clement II. 

## Kết nghĩa
- Osterwieck, Đức